# Cataulacus satrap
Cataulacus satrap är en myrart som beskrevs av Bolton 1982. Cataulacus satrap ingår i släktet Cataulacus och familjen myror. Inga underarter finns listade.